# Tajemniczy świat Arthura C. Clarke’a
Tajemniczy świat Arthura C. Clarke’a – brytyjski serial dokumentalny, którego autorem i głównym prowadzącym był Arthur C. Clarke. Nakręcono trzynaście odcinków. Charakterystyczna dla tego programu była kryształowa czaszka w czołówce, w której pojawiało się m.in. zdjęcie ducha oraz widelec wygięty psychokinezą, a także muzyka skomponowana przez Alana Hawkshawa. W Polsce po raz pierwszy był nadawany w programie Jerzego Trunkwaltera Kalejdoskop filmowy Kino-Oko w latach 80, a następnie na Discovery w latach 1996–1997. Pierwsza emisja nastąpiła w brytyjskiej telewizji we wrześniu 1980. Seria doczekała się dwóch kontynuacji: Arthur C. Clarke's World of Strange Powers w 1985 oraz Arthur C. Clarke's Mysterious Universe w 1994.
Na początku programu Arthur C. Clarke krótko opowiadał swoje zdanie o temacie każdego odcinka nakręcone na Sri Lance. Narratorem programu był Gordon Honeycombe.

## Odcinki
1. The Journey Begins
2. Monsters of the Deep - Potwory głębin
3. Ancient Wisdom
4. The Missing Apeman
5. Giants For the Gods
6. Monsters of the Lakes - Potwory z jezior
7. The Great Siberian Explosion
8. The Riddle of the Stones
9. Out of the Blue
10. U.F.O.'s - UFO
11. Dragons, Dinosaurs and Giant Snakes
12. Strange Skies - Kryształowe czaszki
13. Clarke's Cabinet of Curiosities